# 금산우체국
금산우체국은 충청남도 금산군 전역을 관할하는 충청지방우정청 소속의 우체국이다.

## 기본 정보
- 우편번호: 312-800
- 주소: 충청남도 금산군 금산읍 인삼로 59

## 연혁
- 1905년 2월 12일: 금산전보사 개사
- 1906년 12월 1일: 금산우편소로 개칭
- 1910년 10월 1일: 금산우편국으로 개칭
- 1972년 2월 20일: 금산우편국으로 개칭
- 1986년 11월 25일: 현청사 신축이전
- 1997년 7월 1일: 5급 과제 관서로 직제개편 (계→관리과, 업무과, 지도실 신설)
- 2000년 11월 20일: 관리기능광역화에 따른 직제개편 (우편물류과, 영업과, 마케팅지원실)
- 2015년 7월 20일: 우편구역을 다음과 같이 고시[1]

| 배달국     | 배달구역      | 구역번호      |
| ---------- | ------------- | ------------- |
| 금산우체국 | 금산군 전지역 | 32700 ~ 32762 |

## 관할 우체국
| 우체국명         | 사진 | 주소                              | 비고 |
| ---------------- | ---- | --------------------------------- | ---- |
| 금산군북우체국   |      | 충청남도 금산군 군북면 군북로 717 |      |
| 금산금성우체국   |      | 충청남도 금산군 금성면 진산로 361 |      |
| 금산남이우체국   |      | 충청남도 금산군 남이면 진악로 23  |      |
| 금산남일우체국   |      | 충청남도 금산군 남일면 금산로 518 |      |
| 복수우체국       |      | 충청남도 금산군 복수면 복수로 91  |      |
| 부리우체국       |      | 충청남도 금산군 부리면 현내로 95  |      |
| 제원우체국       |      | 충청남도 금산군 제원면 금강로 111 |      |
| 중부대우편취급국 |      | 충청남도 금산군 추부면 대학로 201 |      |
| 진산우체국       |      | 충청남도 금산군 진산면 읍내로 61  |      |
| 추부우체국       |      | 충청남도 금산군 추부면 마전로 52  |      |

## 조직
- 우편물류과
- 경영지도실
- 영업과